# Хартфорд Сити (Западна Вирџинија)
Хартфорд Сити (енгл. Hartford City) град је у америчкој савезној држави Западна Вирџинија.

## Демографија
По попису из 2010. године број становника је 614, што је 95 (18,3%) становника више него 2000. године.
|                   | 2010.        | 2000.        |
| Укупно            | 614 (100,0%) | 519 (100,0%) |
| Белци             | 593 (96,58%) | 513 (98,84%) |
| Остали            | 17 (2,769%)  | 6 (1,156%)   |
| Азијати           | 2 (0,326%)   | 0 (0,000%)   |
| Афроамериканци    | 1 (0,163%)   | 0 (0,000%)   |
| Хиспаноамериканци | 1 (0,163%)   | 0 (0,000%)   |